# Leonardo da Vinci's boogkatapult

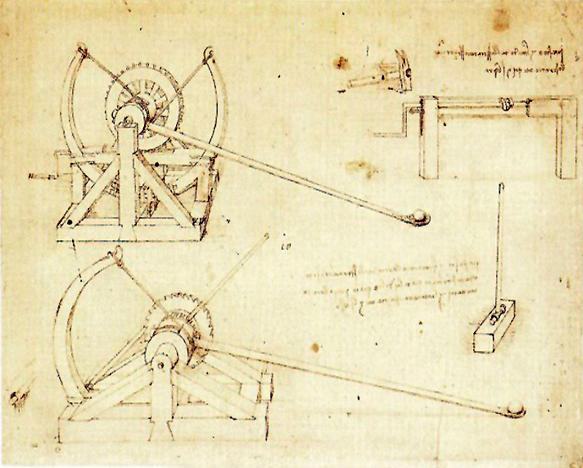
Leonardo da Vinci's boogkatapult.

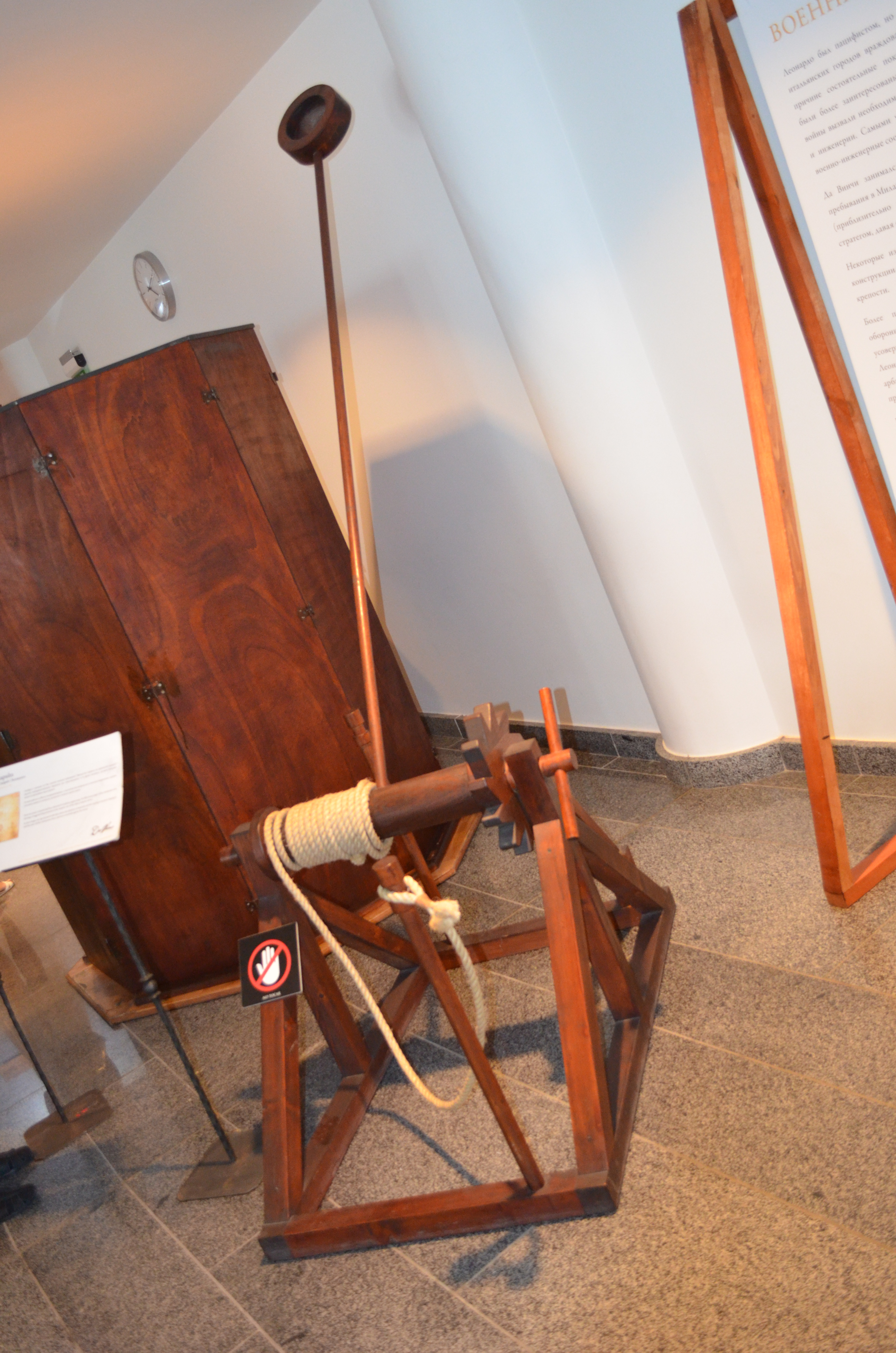
Moderne reconstructie van de katapult (zonder boogveren).

Leonardo da Vinci's boogkatapult is een door Leonardo da Vinci ontworpen belegeringswapen dat staat beschreven in de Codex Atlanticus.

## Beschrijving
Leonardo da Vinci bedacht deze steenwerpende katapult rond 1485. Da Vinci tekende de katapult met zowel een enkele als een dubbele flexibele houten spanboog. Dit model had als voordeel dat het weinig plaats nodig had maar door het gebruik van bogen als bladveren toch heel krachtig was.
De versie met twee bogen (in feite een enkele driekwart rond gekromde laminaatboog) heeft een wormwiel, dat het tandwiel aandrijft dat is verbonden met de rol met lepelarm. Het wormwiel wordt met handkracht door middel van een zwengel aangedraaid, waardoor twee aan de boogeinden bevestigde touwen op de rol worden gedraaid. De bogen werken als bladveren, waarin de potentiële energie wordt opgeslagen als de katapult op spanning is gebracht.
Bij de katapult met enkele boog zit aan de rol een ratelmechanisme. De rol heeft gaten, waarin de stok wordt gestoken waarmee de boogarm op spanning wordt gebracht. De ratel met pal zorgt ervoor dat de rol maar in één richting kan draaien en niet terugdraait als de stok in een nieuw gat wordt gestoken.

## Reconstructie
In het televisieprogramma Doing DaVinci van Discovery Channel werd de katapult in 2009 op ware grootte nagebouwd. De katapult werkte prima, maar door de kracht van de veren brak de lange lepelarm na enkele worpen. Een kortere en zwaarder uitgevoerde reserve-lepelarm brak uiteindelijk ook.